# Quebradanegra
Quebradanegra là một khu tự quản thuộc tỉnh Cundinamarca, Colombia. Thủ phủ của khu tự quản Quebradanegra đóng tại Quebradanegra Khu tự quản Quebradanegra có diện tích ki lô mét vuông. Đến thời điểm ngày 28 tháng 5 năm 2005, khu tự quản Quebradanegra có dân số 5074 người.